# سیلا (چاد)
سیلا (به عربی: سیلا) یکی از منطقه‌های کشور چاد است. ناحیه سیلا ۳۸۷٬۴۶۱ نفر جمعیت دارد.